# إدوين تسيمرمان
إدوين تسيمرمان هو مهندس وسياسي ألماني، ولد في 15 أغسطس 1948 في دامة في ألمانيا. نشط حزبياً في الحزب الديمقراطي الاجتماعي الألماني. وقد انتخب عضو في برلمان ولاية براندنبورغ ‏.

## وصلات خارجية
- إدوين تسيمرمان على موقع مونزينجر (الألمانية)